# Баскетбол на летних Олимпийских играх 2024 (составы, женщины)
В этой статье приводятся составы всех команд, участвующих в женском турнире по баскетболу летних Олимпийских играх 2024 года в Париже.

## Группа A

### Китай
Состав команды был объявлен 13 июля 2024 года. 
Тренер:  Чжэн Вей
- Ли Юань[англ.] З
- Ван Сыюй[англ.] З
- У Тунтун[англ.] З
- Ян Ливэй[англ.] (К) РЗ
- Ян Шуюй ЛФ
- Ли Мэн[англ.] АЗ
- Чжан Ру[англ.] ЛФ
- Хуан Сыцзин[англ.] ТФ
- Ло Синьюй[англ.] ЛФ
- Сунь Мэнжань[англ.] Ц
- Ли Юэру[англ.] Ц
- Хань Сюй[англ.] Ц

### Пуэрто-Рико
Состав команды был объявлен 20 июля 2024 года.
Тренер:  Джерри Батиста
- Тайра Мелендес[англ.] ЛФ
- Брианна Джонс[англ.] ЛФ
- Памела Росадо[англ.] (К) РЗ
- Мария Перес[англ.] Ц
- Эллисон Гибсон[англ.] АЗ
- София Рома[англ.] ТФ
- Майя Холлингшед[англ.] ТФ
- Арелла Гирантес[англ.] АЗ
- Тринити Сан-Антонио РЗ
- Исалис Киньонес[англ.] ТФ
- Индия Паган[англ.] Ц
- Жаклин Бенитес[англ.] З

### Сербия
Состав команды был объявлен 24 июля 2024 года.
Тренер:  Марина Малькович
- Ивана Раца[англ.] ТФ
- Саша Чаджо АЗ
- Невена Йованович[англ.] АЗ
- Ивонн Андерсон[англ.] РЗ
- Драгана Станкович Ц
- Йована Ногич ЛФ
- Маша Янкович ЛФ
- Александра Катанич[англ.] РЗ
- Анжела Дугалич[англ.] ТФ
- Тина Крайишник[англ.] (К) Ц
- Мина Джорджевич[англ.] ТФ
- Надия Смаилбегович[англ.] З

### Испания
Состав команды был объявлен 9 июля 2024 года.
Тренер:  Мигель Мендес
- Мариона Ортис[англ.] РЗ
- Лаура Хиль[англ.] ТФ
- Альба Торренс ЛФ
- Мария Араухо[англ.] ТФ
- Керальт Касас[англ.] ЛФ
- Летисия Ромеро РЗ
- Леонор Родригес[англ.] АЗ
- Майте Касорла[англ.] РЗ
- Андреа Виларо[англ.] ЛФ
- Меган Густафсон Ц
- Паула Хинсо[англ.] Ц
- Мария Конде[англ.] ЛФ

## Группа B

### Австралия
Состав команды был объявлен 7 июля 2024 года.
Тренер:  Сэнди Бронделло
- Джейд Мельбурн З
- Кристи Уоллес РЗ
- Стефани Толбот ЛФ
- Тесс Маджен (К) З
- Аланна Смит ТФ
- Эзи Магбигор ТФ
- Марианна Толо Ц
- Кайла Джордж ТФ
- Эми Этвелл[англ.]* ЛФ
- Изобель Борлейс[англ.]* З
- Лорен Джексон Ц
- Сэми Уиткомб З

### Канада
Состав команды был объявлен 2 июля 2024 года.
Тренер:  Виктор Лапенья
- Шей Колли[англ.] З
- Сэми Хилл[англ.] З
- Киа Нерс З
- Бриджет Карлтон ЛФ
- Кассандра Проспер[англ.] З
- Ивонн Иджим ТФ
- Натали Ачонва Ц
- Сила Суордс[англ.] З
- Кайла Александер Ц
- Летиция Амихере[англ.] Ф
- Найра Филдс З
- Алия Эдвардс Ф

### Франция
Состав команды был объявлен 8 июня 2024 года.
Тренер:  Жан-Эме Тупан
- Марин Фоту РЗ
- Алексия Шери[англ.] ТФ
- Сара Мишель[англ.] (К) АЗ
- Валериан Эзи ЛФ
- Илиана Рюпер Ц
- Жанель Салон[англ.] Ф
- Доминик Малонга[англ.] Ц
- Габби Уильямс Ф
- Марием Бадьян[англ.] Ц
- Марин Жоаннес[англ.] АЗ
- Лейла Лакан[англ.] З
- Роман Бернис[англ.] РЗ

### Нигерия
Состав команды был объявлен 23 июля 2024 года.
Тренер:  Рена Вакама
- Эми Оконкво[англ.] (К) Ф
- Паллас Кунайи-Акпана[англ.] Ц
- Элизабет Балогун[англ.] З
- Олаолуватоми Тайво[англ.] АЗ
- Лорен Эбо[англ.] Ц
- Ифунанья Окоро[англ.] З
- Промис Амукамара[англ.] РЗ
- Мурджанату Муса[англ.] Ф
- Блессинг Эджиофор[англ.] Ц
- Эзинне Калу[англ.] РЗ
- Адебола Адейейе[англ.] ЛФ
- Николь Энабоси[англ.] Ф

## Группа C

### Бельгия
Состав команды был объявлен 6 июля 2024 года.
Тренер:  Рахид Мезьян
- Элиз Раметт[англ.] РЗ
- Антония Деларе ЛФ
- Лор Резимон[англ.] ЛФ
- Эмма Миссеман (К) ТФ
- Кьяра Линскенс Ц
- Настя Классенс[англ.] ТФ
- Бетти Мунунга[англ.] ЛФ
- Бэкки Мэсси[англ.] Ц
- Максуэль Лисова-Мбака[англ.] ЛФ
- Билли Мэсси[англ.] Ц
- Жюли Ванло РЗ
- Ине Йорис[англ.] Ф

### Германия
Состав команды был объявлен 15 июля 2024 года.
Тренер:  Лиза Томаидис
- Сату Сабалли Ф
- Алексис Петерсон[англ.] РЗ
- Александра Вильке[англ.] З
- Ньяра Сабалли[англ.]* ТФ
- Мари Гюлих (К) ТФ
- Леони Фибих[англ.] АЗ
- Луиза Гайзельседер[англ.] Ц
- Алина Хартманн[англ.] ЛФ
- Фрида Бюхнер[англ.] ТФ
- Эмили Бессуар[англ.] ЛФ
- Лина Зонтаг[англ.] РЗ
- Роми Бер[англ.] ЛФ

### Япония
Состав команды был объявлен 25 июня 2024 года.
Тренер:  Тору Ондзука
- Стефани Мавули ТФ
- Маки Такада Ц
- Асами Ёсида[англ.] РЗ
- Руй Матида РЗ
- Нако Мотохаси АЗ
- Май Ямамото АЗ
- Саки Хаяси (К) ЛФ
- Эвелин Мавули ТФ
- Саори Миядзаки РЗ
- Юки Миядзава ТФ
- Нанака Тодо ЛФ
- Химавари Акахо ТФ

### США
Состав команды был объявлен 17 июня 2024 года.
Тренер:  Шерил Рив
- Джуэл Лойд З
- Келси Плам З
- Сабрина Ионеску З
- Кали Коппер Ф
- Челси Грей З
- Эйжа Уилсон Ф
- Брианна Стюарт ТФ
- Нафиса Коллиер ЛФ
- Дайана Таурази АЗ
- Джеки Янг З
- Алисса Томас ТФ
- Бриттни Грайнер Ц